# Reacción de Gewald
La síntesis de tiofenos de Gewald es una reacción orgánica que consiste en la condensación de una cetona (o aldehído cuando R2 = H) con un α-cianoéster en presencia de azufre elemental y una base para dar como producto un 2-amino-tiofeno polisustituido.

## Mecanismo de reacción
El mecanismo de la reacción de Gewald recientemente ha sido elucidado. El primer paso es una condensación de Knoevenagel entre la cetona (1) y el α-cianoéster (2) para producir el intermediario estable 3. El mecanismo de la adición de azufre elemental es desconocido. Se postula que procede a través del intermediario 4. La ciclización y la tautomerización hacen que se obtenga el producto deseado (6).
La irradiación de microondas se ha demostrado provechoso para el rendimiento y los tiempos de reacción.

## Variaciones
En una variación de la reacción Gewald se sintetiza un 3-acetil-2-aminotiofeno a partir de un ditiano [Un aducto de azufre y acetona (R = CH3)] y la sal sódica de la cianoacetona, la cual es inestable: